# Spondylurus sloanii
Espèce
Synonymes
- Scincus sloanii Daudin, 1803
- Scincus richardi Cocteau, 1837
- Mabuia cuprescens Cope, 1862
- Mabuya sloanii (Daudin, 1803)

Statut de conservation UICN

 CR B1ab(iii,v) : 
En danger critique
Spondylurus sloanii est une espèce de sauriens de la famille des Scincidae.

## Répartition
Cette espèce est endémique des îles Vierges. Elle se rencontre :
- dans les îles Vierges britanniques sur les îles de Little Tobago, de Norman Island, de Peter Island et de Salt Island ;
- dans les îles Vierges des États-Unis sur les îles de Buck Island Reef National Monument, de Capella Island, de Saint Thomas, de Little Saba et de Water Island.

## Étymologie
Cette espèce est nommée en l'honneur de Hans Sloane.

## Publication originale
- Daudin, 1803 : Histoire Naturelle, Générale et Particulière des Reptiles; ouvrage faisant suit à l'Histoire naturelle générale et particulière, composée par Leclerc de Buffon; et rédigee par C.S. Sonnini, membre de plusieurs sociétés savantes, vol. 4, F. Dufart, Paris, p. 1-397 (texte intégral).